# Elias Fatalla
Don Elias Fatalla fut éditeur du bréviaire syriaque à Rome, ainsi qu'imprimeur et interprète de Bonaparte en Égypte.
Originaire de la communauté syriaque de Diyarbakır en Haute Mésopotamie, il fut religieux dans l'Église syriaque orthodoxe. Une lettre préservée au monastère syriaque catholique de Charfet au Mont Liban fait part de sa conversion au catholicisme en 1770, quatre ans avant l'évêque syriaque orthodoxe d'Alep et futur patriarche catholique Michael Jarweh.
Interprète des langues syriaque et chaldéenne au Vatican, il y imprime le bréviaire syriaque en 1787 à la demande de la Propagande. C’est à Rome qu’il est recruté par Gaspard Monge en 1798, devenant directeur de l'Imprimerie orientale et interprète de Bonaparte lors de la Campagne d'Égypte. Vivant entre Orient et Occident, il a à se familiariser avec sept langues : le syriaque, l’arabe, l’arménien, le turc, le latin, l’italien et le français. 